# Osilo
Osilo ist eine italienische Gemeinde (comune) mit 2791 Einwohnern (Stand 31. Dezember 2023) in der Metropolitanstadt Sassari auf Sardinien. Die Gemeinde liegt etwa 10 Kilometer ostnordöstlich von Sassari.

## Geschichte
Die Siedlung Sa Turricula in der Gemarkung Funtana ’e Casu in Osilo ist von grundlegender Bedeutung für die Phase B der Bonnanaro-Kultur in der mittleren Bronzezeit, die mit den ersten Protonuraghen zu verbinden ist.
Nach der Ortschaft Filigosa ist die Abealzu-Filigosa-Kultur benannt. Die Domus-de-Janas-Nekropole von Ittiari liegt nördlich des Ortes.
Die mittelalterliche Burg wurde zeitweise von der Familie Malaspina gehalten. Die Kirche Chiesa di Nostra Signora di Bonaria (deutsch „Unserer Lieben Frau von Bonaria“) liegt etwa 3,0 km südöstlich von Osilo, auf dem Gipfel des 766 m hohen Monte Tuffudesu.
Die Cava Capurru bei Osilo zählt zu den bekanntesten Fundstellen für italienische Amethyste.

## Verkehr
Durch den Ort führt die Strada Statale 127 Settentrionale Sarda von Sassari Richtung Olbia. Der Bahnhof von Osilo liegt an der Bahnstrecke Sassari–Palau, die von einer Schmalspurbahn (950 mm Spurweite) bedient wird.

## Bauwerke
Die Kirche Chiesa di Nostra Signora di Bonaria (deutsch „Unserer Lieben Frau von Bonaria“) liegt etwa drei Kilometer südöstlich von Osilo auf dem Gipfel des 766 Meter hohen Monte Tuffudesu.